# Ардуїн Мельфійський
Ардуїн (? — після 1041) — лангобардський дворянин і військовий очільник, брав участь у спробі Візантії відвоювати у мусульман острів Сицилію в 1038-40 роках. Під час лангобардського повстання проти візантійського Італійського катепанату в Апулії в 1040 році був призначеним катепаном Михаїлом Докеяном топотеритом і очільником прикордонного Мельфі, після чого перейшов на бік повстанців і передав Мельфі нормандським найманцям.

## Біографія

### Походження
Зазвичай вважається, що він Ардуїн походить з Мілану, оскільки Аматус Монтекассінський в «Історії Норманта» згадує його як «Servicial de St. Ambroise» (слуга Святого Амвросія), а Лев Остійський вказує на його походження «de famulis S. Ambrosii». За іншими джерелами, він був дворянином родом із Салерно.

### Сицилійська кампанія на боці Візантії
У 1038 році союзник Візантії, князь лангобардського Салерно Гваймар IV підтримав військову кампанію, яку Візантійська імперія розпочала з метою відвоювання острова Сицилія, що на той час вже довго перебував в руках сарацинів. Ардуїн очолив лангобардський допоміжний контингент (так звані контерат), що включав в себе нормандських найманців на чолі з Вільгельмом Отвільським.
Загальне керівництво візантійською експедицією було доручено Георгію Маніаку, який мав у своєму розпорядженні елітний корпус варязької гвардії, тоді як флот очолював Стефан Калафате. Однак після початкових успіхів та завоювання Мессіни між Маніаком та його союзниками виникла серйозна сварка щодо розподілу здобичі. Амато Монтекассінський розповідає, що Ардуїн відмовився віддати візантійському полководцю чудового арабського коня, за що його прилюдно піддали порці. Через це лангобардські допоміжні війська покинули візантійську експедицію та повернулися додому.

### Підтримка антивізантійського союзу з нормандцями
Для ведення війни на Сицилії Георгій Маніак запровадив рекрутський обов'язок і додаткові податки для мешканців візантійського Італійського катепанату, і в 1040 році в Апулії сталося нове антивізантійське повстання, під час якого було вбито кількох візантійських службовців і самого катапана Никифора Докеяна.
Новий катапан, Михаїл Докеян (брат убитого), сподівався знайти підтримку від Ардуїна та надав йому звання топотерета (своєрідного військового очільника) Мельфі, прикордонної фортеці в Луканії. Натомість, отримавши пост Ардуїн негайно таємно підтримав повстанців. Ймовірно, він бажав помститись Георгію Маніаку та візантійцям скориставшись сприятливою нагодою, оскільки на той час в майже усі візантійські війська з Апулії були задіяні в операціях на Сицилії.
В своїх антивізантійських намірах Ардуїн отримав підтримку Гваймара IV, князя лангобардського Салернського князівства, який своєю чергою також розраховував на звільнення від візантійської васалітету. Ардуїн вирушив до нормандського Аверського графства, щоб зустрітися з графом Райнульфом Дренго. Ардуїн запропонував нормандцям спільно вигнати візантійців з регіону, обіцяючи половину завойованих земель і пропонуючи Мельфі як штаб-квартиру для військових операцій. Райнульф Дренго зібрав військо із загонів дванадцяти нормандських лідерів, включаючи Вільгельма, Дрого та Онфруа з роду Отвілів, а також Уго Тутабов. До нормандського війська додалось лангобардське ополчення на чолі з Атенульфом з Беневентського князівства та Аргіром, який перейшов на бік повстанців.
17 березня 1041 візантійці на чолі з Михаїлом Докеяном зазнали поразки від об'єднаних нормандсько-лангобардських сил в Битві на Олів'єто біля Мельфі. Отримавши підкріплення, Докеян 4 травня дав новий бій союзникам в Битві при Монтемаджоре, де знову зазнав поразки.
Після Битви при Монтемаджоре згадки про Ардуїна зникають.

## Зовнішні посилання
- Raoul Manselli, ARDUINO , in Biographical Dictionary of Italians , vol. 4, Institute of the Italian Encyclopedia , 1962